# Jam Photo Gallery
Jam Photo Gallery(ジャムフォトギャラリー)は、目黒区にある写真専門のギャラリー。

## 概要
写真家の鶴巻育子が2019年3月に写真専門ギャラリーとしてオープン。精力的に活動している作家の表現スペースとして、また企画展やワークショップなど写真に関わるインベントを行っている。

## Jam Photo School
目黒権之助坂・写真研究室として、ギャラリー営業時間外に主催の鶴巻育子、岡嶋和幸、大和田良の写真家3人が主に講座を行っている。